# Jean Baptiste Joseph de Lardemelle
Pour les autres membres de la famille, voir Famille de Lardemelle.
Joseph de Lardemelle, né le 21 août 1773, mort le 3 octobre 1855, est un administrateur militaire et homme politique français. Intendant militaire sous le Premier Empire, il est député de la Moselle sous la Restauration, de 1822 à 1831. Siégeant d'abord au centre droit, il est légitimiste à la fin de sa vie.

## Biographie
Issu d'une famille d'officiers et d'administrateurs militaires, Jean Baptiste Joseph de Lardemelle naît à Metz, le 21 août 1773. Son père, Jean Baptiste de Lardemelle, garde-magasin de la régie des vivres de Metz, est le fils de Charles Thomas Lardemelle, capitaine au régiment de Puisieux et de Marie Antoinette Bronsart, et frère du général Toussaint-Joseph de Lardemelle. Sa mère, Julie Béghin, est la fille de Claude Joseph Béghin, chef des bureaux et commis principal du ministère de la guerre, et de Jeanne Marguerite du Candas (ou Ducanda de Bellois).

### Carrière militaire
Joseph de Lardemelle s'engage, comme chasseur volontaire, dans la cavalerie. Affecté dans le régiment de chasseurs du Hainaut, il est promu sous-lieutenant en septembre 1791, puis lieutenant en mars 1793. Il quitte le service actif avec ce grade en septembre 1793. Joseph de Lardemelle reprend plus tard son service actif, devenant officier supérieur, avant d'être nommé intendant militaire sous le Premier Empire. Il reçoit la Légion d'honneur le  15 octobre 1814. En avril 1816, il est reçu chevalier de l'ordre de Saint-Hubert.

### Carrière politique
Sous la Restauration, il devient maire du Ban-Saint-Martin, fonction qu'il assume de 1818 à 1830,. 
Joseph de Lardemelle se présente aux élections législatives de 1822, sous l'étiquette de « propriétaire ». Le 20 novembre, il est élu député de la Moselle par le collège départemental, avec 106 voix sur 198 votants, soit 54 % des suffrages exprimés. Le 8 juin 1825, Lardemelle est fait officier de la Légion d'honneur. Il est réélu le 6 mars 1824, avec 60 % des voix. Le 24 novembre 1827, il est de nouveau réélu avec 56 % des voix. Lardemelle vote la plupart du temps avec la majorité gouvernementale. Bien qu'il professe des idées libérales, il ne les applique pas dans ses suffrages ; ainsi, il préfère soutenir le gouvernement Polignac plutôt que d'adhérer à l'adresse des 221 de la majorité libérale. 
Après la dissolution qui suit, il est réélu le 3 juillet 1830, avec 52 % des voix. Selon un libelle anonyme de 1830, alors qu'il siégeait auparavant au centre droit, il siège en 1830 très à droite, « ne parle que pour faire éclater son dévouement à la dynastie déchue », est rappelé à l'ordre pour injure, et défend les anciens ministres accusés. Lardemelle n'est pas réélu en 1831.
En 1850, Lardemelle est légitimiste et figure sur la « liste de fidélité » au comte de Chambord.
Jean Baptiste Joseph de Lardemelle meurt au château de Puxe en Meurthe-et-Moselle, le 3 octobre 1855.
Il avait épousé Joséphine Queffemme (1777-1845), fille de François Antoine Queffemme, conseiller au Conseil souverain d'Alsace et de Joséphine Noblat, et petite-fille de l'intendant François-Bernardin Noblat.

## Distinctions
- Chevalier de la Légion d'honneur, 15 octobre 1814[3].
- Officier de la Légion d'honneur, 8 juin 1825[3].
- Chevalier de Saint-Louis.
- Chevalier de l'ordre de Saint-Hubert, 1816[4].

## Fonctions parlementaires
- 20 novembre 1822 - 24 décembre 1823 : député de la Moselle, majorité ministérielle.
- 6 mars 1824 - 5 novembre 1827 : député de la Moselle, majorité ministérielle.
- 24 novembre 1827 - 16 mai 1830 : député de la Moselle, majorité ministérielle.
- 3 juillet 1830 - 28 juillet 1830 : député de la Moselle, majorité ministérielle.

## Hommages
- Rue de Lardemelle, Le Ban-Saint-Martin.

## Sources bibliographiques
- « Lardemelle (Jean-Baptiste-Joseph de) », dans Adolphe Robert et Gaston Cougny, Dictionnaire des parlementaires français, Edgar Bourloton, 1889-1891 [détail de l’édition] [texte sur Sycomore], tome III, p. 593.